# Ludwig Wrede
Ludwig Wrede (ur. 28 października 1894 w Wiedniu, zm. 1 stycznia 1965) – austriacki łyżwiarz figurowy, startujący w konkurencji solistów i par sportowych. W parze z Melittą Brunner zdobył brązowy medal olimpijski w St. Moritz (1928), dwa tytuły wicemistrza świata oraz tytuł mistrza Austrii (1930). W parze z Hermą Szabó zdobył dwa tytuły mistrza świata (1925, 1927) oraz dwa tytuły mistrza Austrii (1925, 1926). Odnosił także sukcesy indywidualne. 
Po trzech sezonach z Hermą Szabó i dwóch tytułach mistrza globu jego partnerka zakończyła nagle karierę w 1927 roku. Wrede był zmuszony do szukania w pośpiechu partnerki, z którą mógł wystartować na Zimowych Igrzyskach Olimpijskich 1928 w Sankt Moritz. Wrede i Brunner wspólnie zdobyli brązowy medal olimpijski.

## Osiągnięcia

### Soliści
| Zawody               | 1914           | 1922           | 1923           | 1924           | 1925           | 1926           | 1927           | 1928           | 1929           | 1930           |                |                |                |                |                |                |                |
| Międzynarodowe       | Międzynarodowe | Międzynarodowe | Międzynarodowe | Międzynarodowe | Międzynarodowe | Międzynarodowe | Międzynarodowe | Międzynarodowe | Międzynarodowe | Międzynarodowe | Międzynarodowe | Międzynarodowe | Międzynarodowe | Międzynarodowe | Międzynarodowe | Międzynarodowe | Międzynarodowe |
| -------------------- | -------------- | -------------- | -------------- | -------------- | -------------- | -------------- | -------------- | -------------- | -------------- | -------------- | -------------- | -------------- | -------------- | -------------- | -------------- | -------------- | -------------- |
| Igrzyska olimpijskie |                |                |                |                |                |                |                | 8              |                |                |                |                |                |                |                |                |                |
| Mistrzostwa świata   |                |                | 5              | 5              | 7              | 6              | 6              | 6              | 3              | 5              |                |                |                |                |                |                |                |
| Mistrzostwa Europy   | 5              |                |                | 2              | 5              |                |                | 4              | 3              |                |                |                |                |                |                |                |                |
| Krajowe              |                |                |                |                |                |                |                |                |                |                |                |                |                |                |                |                |                |
| Mistrzostwa Austrii  |                | 3              | 1              | 2              |                |                |                |                | 2              | 3              |                |                |                |                |                |                |                |

### Pary sportowe

#### Z Melittą Brunner
| Zawody               | 1928           | 1929           | 1930           |                |                |                |                |                |                |                |                |                |                |                |                |                |                |
| Międzynarodowe       | Międzynarodowe | Międzynarodowe | Międzynarodowe | Międzynarodowe | Międzynarodowe | Międzynarodowe | Międzynarodowe | Międzynarodowe | Międzynarodowe | Międzynarodowe | Międzynarodowe | Międzynarodowe | Międzynarodowe | Międzynarodowe | Międzynarodowe | Międzynarodowe | Międzynarodowe |
| -------------------- | -------------- | -------------- | -------------- | -------------- | -------------- | -------------- | -------------- | -------------- | -------------- | -------------- | -------------- | -------------- | -------------- | -------------- | -------------- | -------------- | -------------- |
| Igrzyska olimpijskie | 3              |                |                |                |                |                |                |                |                |                |                |                |                |                |                |                |                |
| Mistrzostwa świata   | 3              | 2              | 2              |                |                |                |                |                |                |                |                |                |                |                |                |                |                |
| Krajowe              |                |                |                |                |                |                |                |                |                |                |                |                |                |                |                |                |                |
| Mistrzostwa Austrii  |                | 3              | 1              |                |                |                |                |                |                |                |                |                |                |                |                |                |                |

#### Z Hermą Szabó
| Zawody              | 1925           | 1926           | 1927           |                |                |                |                |                |                |                |                |                |                |                |                |                |                |
| Międzynarodowe      | Międzynarodowe | Międzynarodowe | Międzynarodowe | Międzynarodowe | Międzynarodowe | Międzynarodowe | Międzynarodowe | Międzynarodowe | Międzynarodowe | Międzynarodowe | Międzynarodowe | Międzynarodowe | Międzynarodowe | Międzynarodowe | Międzynarodowe | Międzynarodowe | Międzynarodowe |
| ------------------- | -------------- | -------------- | -------------- | -------------- | -------------- | -------------- | -------------- | -------------- | -------------- | -------------- | -------------- | -------------- | -------------- | -------------- | -------------- | -------------- | -------------- |
| Mistrzostwa świata  | 1              | 3              | 1              |                |                |                |                |                |                |                |                |                |                |                |                |                |                |
| Krajowe             |                |                |                |                |                |                |                |                |                |                |                |                |                |                |                |                |                |
| Mistrzostwa Austrii | 1              | 1              |                |                |                |                |                |                |                |                |                |                |                |                |                |                |                |